# Берти, Сьюзан
Сьюзан Берти (англ. Susan Bertie; р. 1554 — ум. после 1596) — английская аристократка, дочь Кэтрин Уиллоуби, вдовствующей герцогини Саффолк, от её второго брака с Ричардом Берти.
Подобно многим дворянам елизаветинской эпохи Сьюзан Берти покровительствовала людям творческих профессий. Под её опекой воспитывалась английская поэтесса Эмилия Ланьер, впоследствии упоминавшая «дочь герцогини Саффолк» в сборнике стихов Salve Deus Rex Judaeorum (1611).

## Биография
Сьюзан Берти родилась в 1554 году в эпоху реставрации католицизма, начавшейся во времена правления Марии Тюдор. Опасаясь преследований из-за религиозных убеждений (родители Сьюзан были протестантами), семья Берти в 1555 году бежала в континентальную Европу и вернулась на родину в 1559 году, когда королевой уже была Елизавета I, лояльно настроенная по отношению и к католикам, и к протестантам.
По возвращении в Англию Берти жили в замке Гримсторп, принадлежавшем герцогине Саффолк. Сьюзан воспитывалась вместе со своим младшим братом, Перегрином Берти. В числе их наставников был Майлз Кавердейл, епископ Эксетерский, один из переводчиков Библии на английский язык.
В 1570 году, в возрасте 16 лет, Сьюзан Берти вышла замуж за Реджиналда Грея, сына сэра Генри Грея и Маргарет Сент-Джон. Поговаривали, что дочь герцогини Саффолк могла бы совершить куда более блестящую партию, если бы не недостаточно знатное происхождение её отца. Семья Греев не располагала ни богатством, ни выгодными связями. Дядя сэра Генри, Ричард Грей, 3-й граф Кент, растратил семейное состояние и из-за долгов был вынужден продать большую часть собственности. К 1572 году, при содействии Кэтрин Уиллоуби, Реджиналд Грей был восстановлен в правах на титул графа Кента. 17 марта 1573 года граф скоропостижно скончался по неизвестной причине, не оставив наследника. Титул перешёл к младшему брату покойного, лорду Генри Грею.
Как вдова, Сьюзан получила в наследство, по крайней мере, треть имущества. Она до самой смерти носила титул вдовствующей графини Кент, а также имела право подписывать документы от своего имени и не нуждалась в доверенном лице мужского пола для представления её интересов по юридическим вопросам. Королева также назначила ей пожизненную ежегодную ренту в размере 100 фунтов. Последующие несколько лет графиня Кент провела при дворе по приглашению Елизаветы.
Вторым супругом Сьюзан стал сэр Джон Уингфилд, племянник Бесс Хардвик, графини Шрусбери. Они поженились 30 сентября 1581 года. Приблизительно в 1589 году родился их первенец, который был назван Перегрином в честь младшего брата Сьюзан. В 1591 на свет появился второй сын, Роберт, но он скончался 18 августа 1592 года.
Некоторое время они проживали в Нидерландах, где Уингфилд служил в армии в чине капитана. Позднее он был назначен губернатором Гертруденберга, города в провинции Северный Брабант. Они оставались там вплоть до 1588 года. В 1596 году Сьюзан овдовела во второй раз. Точная дата её смерти неизвестна.